# Shigella boydii
Shigella boydii es una especie de bacteria gramnegativa del género Shigella. Como otros miembros de la género, S. boydii es inmóvil, no forma esporas, y tiene forma de bacilo. Puede causar disentería en los seres humanos por transmisión fecal-oral.
S. boydii es la especie más divergente genéticamente hablando del su género. Hay 19 conocidos serotipos de Shigella boydii. Se limita al subcontinente indio.
La especie debe su nombre al bacteriólogo estadounidense Mark Frederick Boyd.

## Genomas secuenciados
- Shigella boydii4 cepa BS512 (serotipo 18; grupo 1): 1 cromosoma; 5 plásmidos.